# Cichlasoma amarum
Cichlasoma amarum es una especie de peces de la familia Cichlidae en el orden de los Perciformes.

## Morfología
Los machos pueden llegar alcanzar los 15,8 cm de longitud total.

## Distribución geográfica
Se encuentra en Isla Mujeres (costa oriental de la Península de Yucatán ).